# Neuhaus (Adelsgeschlecht)

Stammwappen derer von Neuhaus

Das Adelsgeschlecht der Herren von Neuhaus (auch Herren von Hradec; tschechisch Páni z Hradce, lateinisch de Novo Domo) entstammte der südböhmischen Dynastie der Witigonen, deren erster Vertreter Witiko von Prčice († 1194) war. Dessen ältester Sohn Heinrich gründete vor 1220 eine Burg, die als „Novum castrum“ bezeichnet wurde, während der um die Burg liegende Ort für das Jahr 1223 als „Nova domus“, für das Jahr 1255 als „Gradecz“ und für 1265 als „Newenhaus“ belegt ist.

## Wappen
Blasonierung des Stammwappens der Herren von Neuhaus: „In Blau eine unbespitzte goldene Rose. Auf dem hersehenden Helm (auf gelehntem Schild) mit blau-goldenen Decken die goldene Rose.“ Eine Wappenvariante: „In Blau eine grünbespitzte, goldene Rose. Auf dem Helm (auf gelehntem Schild) mit blau-goldenen Decken die goldene Rose.“

## Geschichte

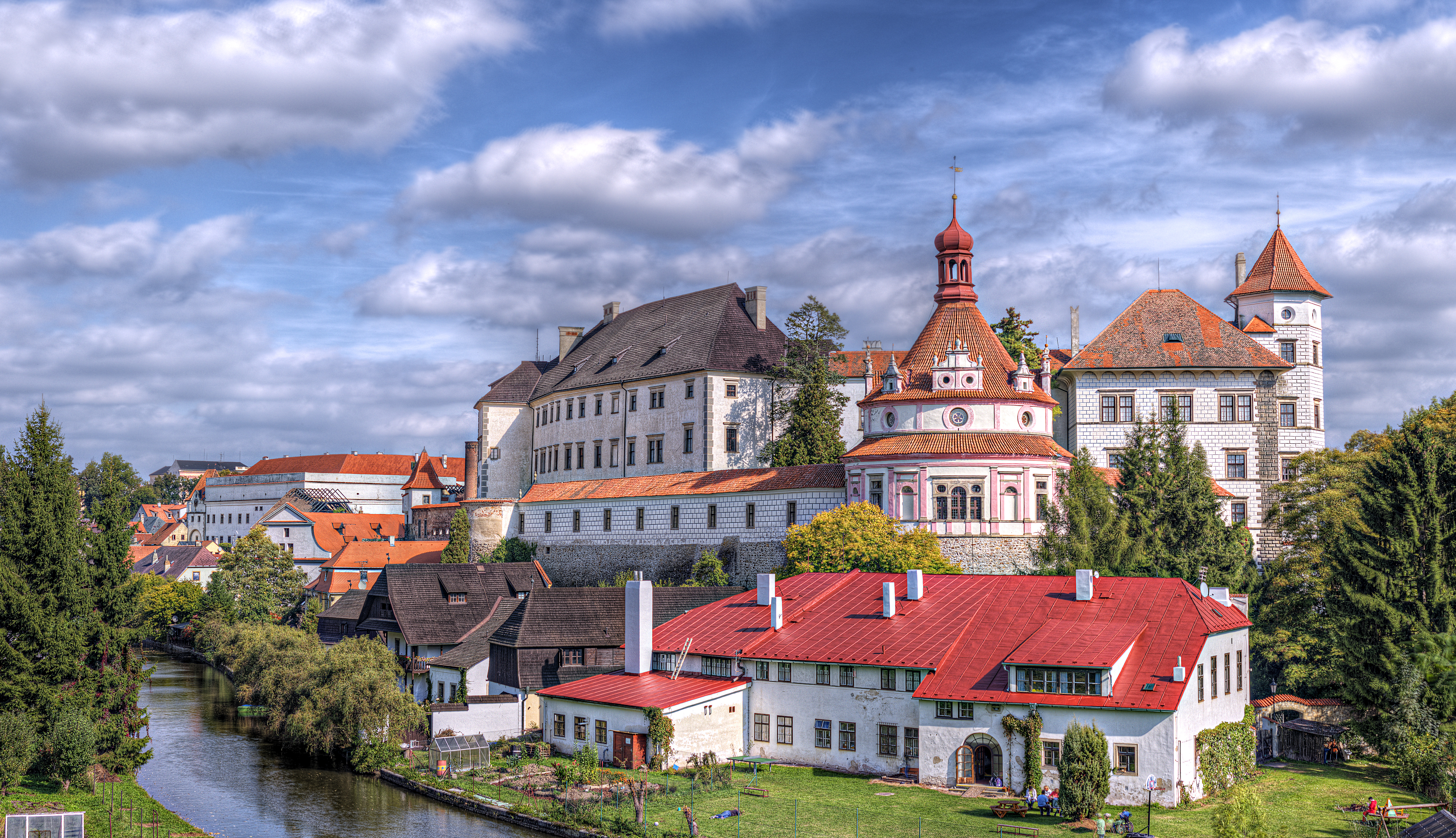
Schloss Jindřichův Hradec (Neuhaus)

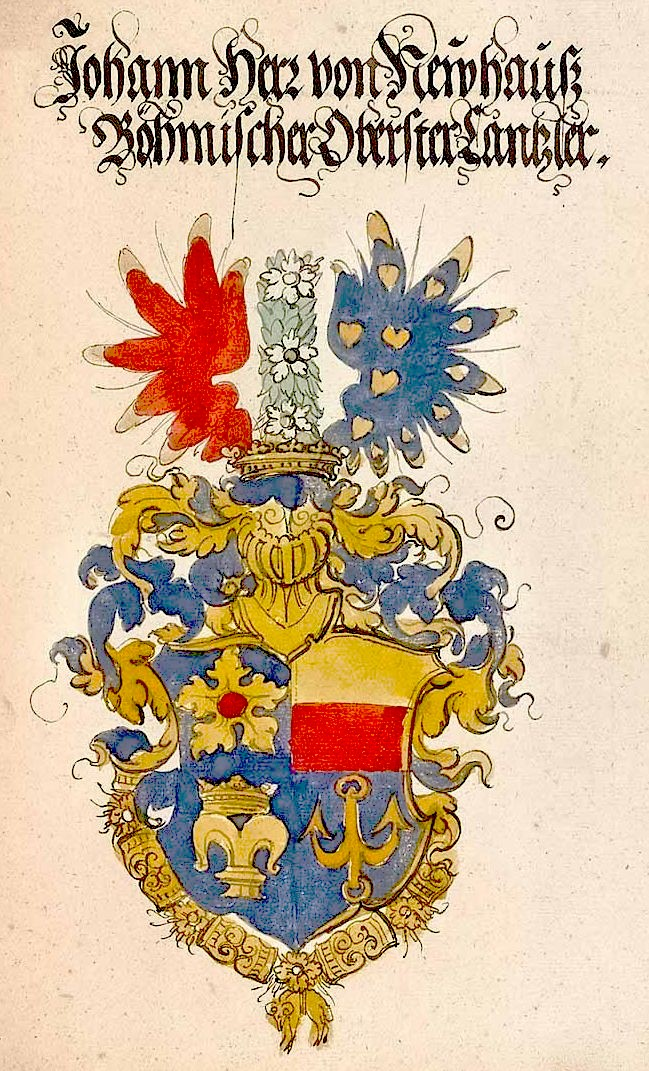
Wappen „Johann Herr von Newhauß, böhmischer oberster Cantzler“ (aus einem unbekannten Wappenbuch)

Der Witigone Witiko von Prčice vererbte seine umfangreichen Ländereien in Südböhmen an seine vier Söhne, die nachfolgend jeweils eigene Familienzweige gründeten und als Standarte eine fünfblätterige Rose auf farbigem Feld führten. Stammvater des Familienastes der Herren von Neuhaus war
- Heinrich I. von Neuhaus, belegt 1205–1237. Er besaß Ländereien in Südböhmen und in Westmähren und residierte auf der Burg Hradec im gleichnamigen Ort, der erst ab 1410 mit dem von Heinrich/Jindřich abgeleiteten tschechischen Ortsnamen-Attribut „Jindřichův“ bezeichnet wird.

Durch die geographische Nähe zu Österreich und Baiern entstanden verwandtschaftliche Verbindungen mit den österreichischen Adelsfamilien Hardegg, Walsee, den Kuenringern und den Schaunbergern, sowie den bayerischen Grafen Leuchtenberg und Hals. Der politische Einfluss der Witigonen, deren mächtigste Äste die Herren von Neuhaus und die Rosenberger waren, soll schon im 13. Jahrhundert an die landesherrliche Macht gereicht haben. Nach der Herrenstandsordnung vom Jahre 1501 stand ihnen zusammen mit den Rosenbergern der ersten Rang gleich hinter dem König und vor allen anderen Herrenstandsgeschlechtern zu. Im 16. Jahrhundert erlangten sie die Reichsgrafenwürde. Mitglieder der Familie bekleideten höchste politische Ämter im Königreich Böhmen. Bei einigen kam es zu Auseinandersetzungen mit den Herrschern, u. a. den Königen Johann von Luxemburg und Georg von Podiebrad. Während der Hussitenkriege waren sie in beiden Lagern vertreten.
Die Herren von Neuhaus gehörten zu den reichsten Familien des böhmischen Königreichs und besaßen u. a. Neuhaus, Zlabings, Winterberg, Fraunberg, Teltsch u. a. Im 16. Jahrhundert bauten sie ihre Schlösser und andere Gebäude im Stil der Renaissance um, z. B. ihr Prager Palais sowie die Schlösser Teltsch und Neuhaus, auf dem sie residierten.
Nach dem Erlöschen des Mannesstammes mit Joachim Ulrich von Neuhaus (1579–1604) gingen die Besitzungen sowie die Rechte nach der Herrenstandsordnung auf den späteren böhmischen Oberstkanzler Wilhelm Slavata aus dem gräflichen Hause Slavata von Chlum und Koschumberg, Gemahl von Joachim Ulrichs Schwester Lucie Otilie von Neuhaus (1582–1633) über. Die Herrschaft Neuhaus fiel 1716 an die Grafen Czernin, die sie bis 1945 besaßen, die Herrschaft Teltsch kam 1712 an Franz Anton von Liechtenstein-Kastelkorn, der sie an Alois Podstatský von Prusinowitz vererbte, bei dessen Nachkommen, die sich seit 1762 Podstatzky-Lichtenstein nennen, sie bis 1945 verblieb.

## Stammlinie der Herren von Neuhaus/von Hradec
1. Heinrich I. von Neuhaus; belegt 1205–1237
  1. Sezema; belegt 1233–1234
  2. Witiko I. von Neuhaus; belegt 1223–1259
    1. Ludmila, verheiratet mit Markwart von Hrádek (Markvart z Hrádku)
    2. Heinrich/Jindřich; belegt 1247–1254
    3. Ulrich I. von Neuhaus; belegt 1254–1282, verheiratet mit Maria von Hardegg (Marie z Hardeku)
      1. Ulrich II. von Neuhaus († 1312), verheiratet mit Mechthild von Schaunberg (Mechtildis ze Schaumberka)
        1. Elisabeth/Eliška, verheiratet mit Smil von Obřany († 1312/13)
        2. Anna († nach 1336), verheiratet mit Eberhard VI. von Walsee
        3. Agnes/Anežka († 14. Oktober 1319), verheiratet in erster Ehe mit Meinher von Lisník, in zweiter Ehe mit Weinhart von Schaunberg
        4. Ulrich III. von Neuhaus (1299–1349), verheiratet in erster Ehe mit Margarete von Kärnten (Markéta z Korutan), in zweiter Ehe mit Klara von Bílkov
          1. Heinrich II. von Neuhaus († 1363); verheiratet in erster Ehe mit Margarete von Hals (Markéta z Halsu), geborene Leuchtenberg, in zweiter Ehe mit Margarete von Hardegg (Markéta z Hardeku), die am 8. Juni 1369 als Klarissin starb
            1. Heinrich III. von Neuhaus († 1398), Höchster Burggraf, verheiratet mit Elisabeth von Hardegg (Eliška z Hardeku)
              1. Johann der Jüngere (Jan mladší; † 1420), verheiratet in erster Ehe mit Agnes/Anežka von Kappeln, in zweiter Ehe mit Elisabeth von Wartenberg (Eliška z Vartenberku)
                1. Elisabeth/Alžběta, verheiratet mit Georg/Jíři von Puchheim
                2. Heinrich/Jindřich, * 1419, gestorben im Kindesalter
                3. Johann/Jan auf Teltsch (1419–1451), verheiratet mit Katharina/Kateřina von Sternberg
                  1. Heinrich IV. von Neuhaus (1442–1507), Begründer der Nebenlinie von Teltsch
                  2. Herrmann/Heřman (~1445–1464)

              2. Anna, verheiratet mit Bernhard von Lichtenstein
              3. Ulrich V. von Neuhaus/„Vavák“ († 1421); böhmischer Oberstmünzmeister, verheiratet mit Margarete von Krawarn (Markéta z Kravař)
                1. Anna, verheiratet in erster Ehe mit Hynek Ptáček von Pirkstein, in zweiter Ehe mit Heinrich von Michalowitz (Jindřich z Michalovic)

            2. Heinrich der Jüngere (Jindřich mladši), belegt 1365–1392 auf Kunžak und Sternberg
              1. Anna († 1426), verheiratet in erster Ehe mit Johann von Stadeck († 1399), in zweiter Ehe mit Hugo von Montfort

            3. Anna, belegt 1361–1380, Äbtissin in Krumau
            4. Heinrich/Jindřich „Henzlín“; † im Jugendalter

          2. Meinhard von Neuhaus, Prager Kanoniker, Bischof von Trient (belegt 1349–1377)
          3. Anna († 1362), verheiratet mit Heinrich von Lichtenburg (Jindřich z Lichtenburka na Bílově)
          4. Ulrich IV. von Neuhaus, belegt 1345–1383, verheiratet mit Anna von Rosenberg († 1388)
            1. Ulrich Vavák von Neuhaus (Oldřich Vavák; belegt 1384–1412), verheiratet mit Margarete/Markéta von Sternberg
              1. Anna, verheiratet mit Johann von Riesenburg (Jan z Ryžmburka na Švihově)

            2. Agnes/Anežka, verheiratet mit Matthäus von Cimburg (Matúš z Cimburka)
            3. Heinrich/Jindřich, belegt 1385–1421, Großprior der Johanniter von Strakonitz
            4. Johann der Ältere (Jan starši na Velharticich); belegt 1384–1417, verheiratet mit Katharina/Kateřina von Velhartice
              1. Meinhard von Neuhaus (1398–1449), verheiratet mit Margarethe von Walsee (Markéta z Walsee)
                1. Johann/Jan; † im Kindesalter
                2. Ulrich/Oldřich († 1453), verheiratet mit Margarethe/Markéta von Pottenstein
                3. Heinrich/Jindřich; † im Kindesalter

              2. Elisabeth/Eliška († 1437), verheiratet mit Ernst Flaška von Pardubitz (Arnošt Flaška z Pardubic)

          5. Herrmann/Heřmann († 1404), verheiratet in erster Ehe mit Kunka N. N., in zweiter mit Petruška N. N.
            1. Klara († 1389), Klarissin in Krumau
            2. Meinhard/Menhart († 1391), verheiratet mit Anna von Velhartice (Anna z Velhartic)
            3. Elisabeth/Eliška († 1417), verheiratet in erster Ehe mit Johann von Krawarn (Jan z Kravař), in zweier Ehe mit Georg von Lichtenburg (Jiři z Lichtenburka)

      2. Witiko II. von Neuhaus (Vítek II. z Hradce); seine Töchter Katharina/Kateřina, Jitka und Barbara sollen an der Gründung des Klosters Pohled beteiligt gewesen sein
      3. Otto; belegt 1281
      4. Katharina/Kateřina, heiratete in erster Ehe 1285 Heinrich von Kuenring († 1286), in zweiter Ehe 1289 Walter von Sternberg
      5. Maria, belegt 1285 als Äbtissin von Stift Sankt Bernhard in Niederösterreich
      6. Margarete/Markéta, belegt 1285–1312, verheiratet mit Stephan/Štěpán Seeberg von Maissau

    4. Theoderich von Neuhaus († 1302), Bischof von Olmütz

### Die Herren von Hradec aus der Linie von Teltsch (Linie Telecká)

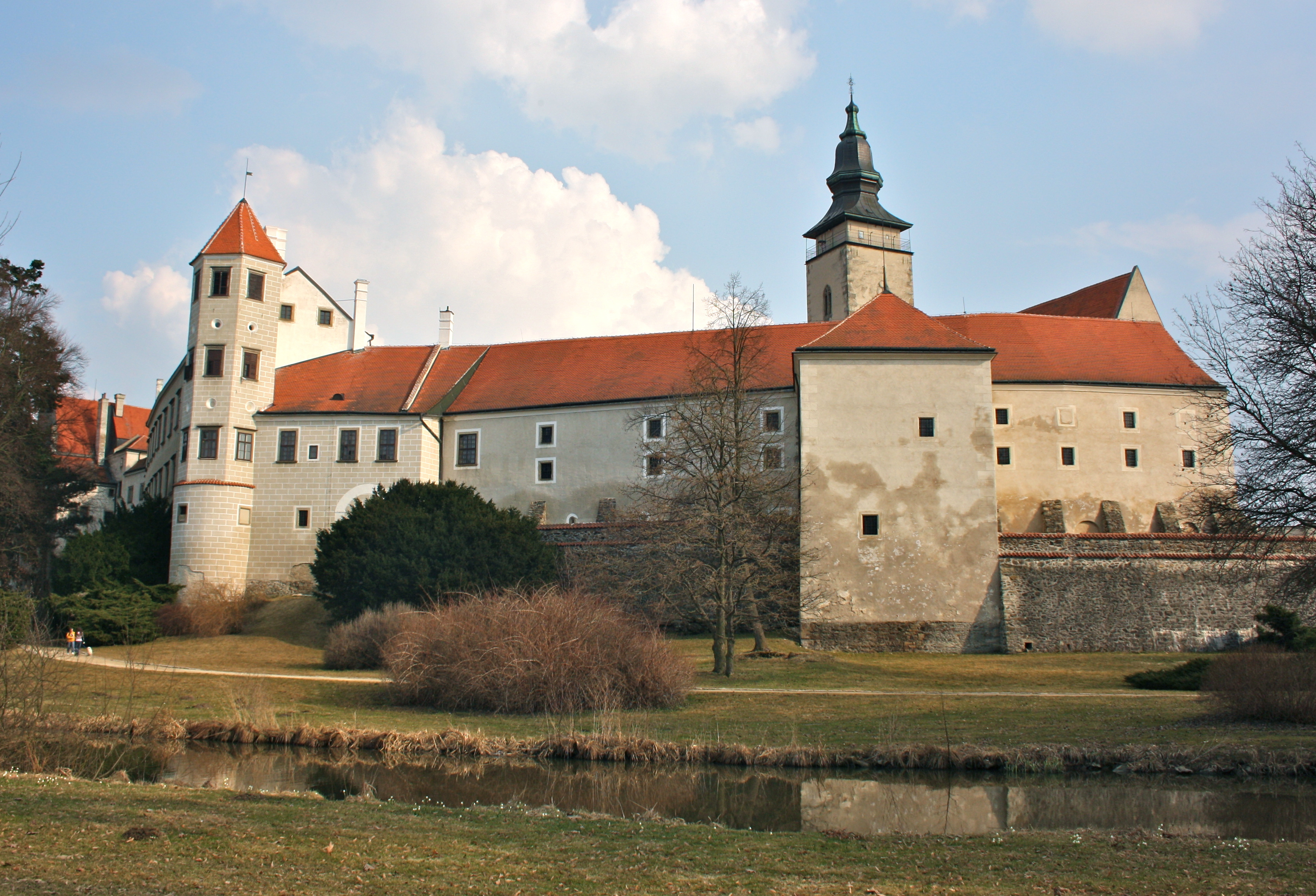
Schloss Teltsch

Nachdem mit Ulrich/Oldřich, einem Sohn des Meinhard von Neuhaus 1453 die Hradecer/Neuhauser Linie ausstarb, erbten die Besitzungen Heinrich/Jindřich und Herrmann/Heřmann, Söhne des Johann († 1451) aus der Teltscher Linie der Herren von Neuhaus. Da Herrmann im Jahr 1464 vor Erreichen der Volljährigkeit starb, wurde Begründer der Teltscher Linie:
1. Heinrich IV. von Neuhaus (1442–1507), böhmischer Oberstkämmerer
  1. Adam I. von Neuhaus (1494–1531), böhmischer Oberstkanzler; verheiratet mit Anna von Rosental/Rožmitál († 1563)
    1. Ursula/Voršila († vor 1580)
    2. Mandelína († 1580)
    3. Elisabeth/Alžběta († 1585), verheiratet mit Diviš Slavata
    4. Joachim von Neuhaus (1526–1565), böhmischer Oberstkanzler und Burggraf von Karlstein; verheiratet mit Anna von Rosenberg
      1. Anna († 1553)
      2. Elisabeth/Alžběta († 1596)
      3. Adam II. von Neuhaus (1546–1596), böhmischer Oberstkanzler und Prager Burggraf; verheiratet mit Katharina von Montfort († 1631)
        1. Wilhelm Zacharias (Vílem Zachariaš; 1575–1589)
        2. Bohunka (1576–1577)
        3. Anna Katharina (1578–1596)
        4. Joachim Ulrich von Neuhaus (1579–1604), Burggraf von Karlstein; verheiratet mit Maria Maximiliane von Hohenzollern
        5. Lucie Otilie (1582–1633), verheiratet mit Wilhelm Slavata

      4. Heinrich Adam († 1551)
      5. Anna, verheiratet mit Ulrich Felix von Lobkowitz (Oldřich Felix Lobkovic na Kosti)

    5. Zacharias von Neuhaus (1527–1589), Oberstkämmerer von Mähren und Landeshauptmann; verheiratet in erster Ehe mit Katharina/Kateřina von Waldstein († 1571), in zweiter Ehe mit Anna von Schleinitz (Anna ze Šlejnic)
      1. Meinhard/Menhart Lev na Polné († 1579)
      2. Katharina/Kateřina, verheiratet mit Ladislav Berka von Dubá

  2. Anna († 1570), verheiratet in erster Ehe mit Hynek Boček von Kunstadt († 1518); in zweiter Ehe mit Ladislav von Sternberg auf Bechyně († 1521) und in dritter Ehe mit Heinrich VII. von Rosenberg (1496–1526)